# Servomotore

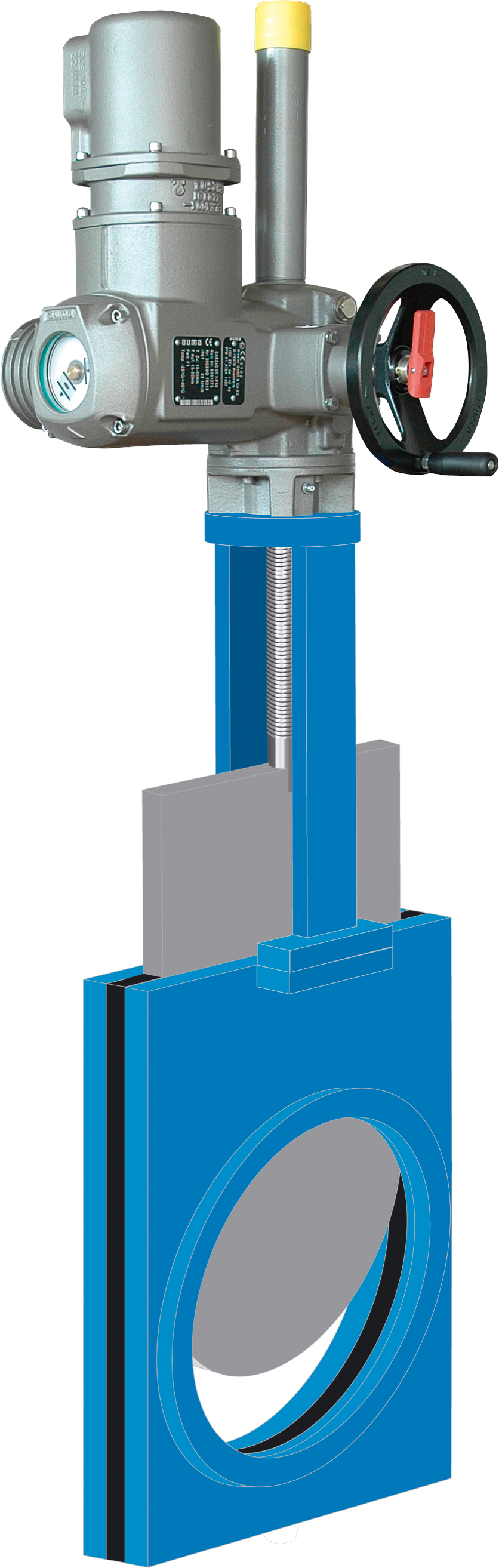
Servomotore

Un servomotore è un particolare tipo di motore, generalmente di piccola potenza, che si differenzia dai motori tradizionali in quanto le sue condizioni operative sono soggette ad ampie e spesso repentine variazioni nel campo della velocità, della coppia motrice, dell'accelerazione angolare, della durata del ciclo operativo e della velocità angolare. Il servomotore si deve adattare a queste variazioni con la massima rapidità e precisione.

## Tipologie
Può essere meccanico, elettrico, pneumatico o idraulico.
A un servomotore elettrico è generalmente richiesta bassa inerzia, elevata linearità tensione/velocità e corrente/coppia, rotazione o traslazione uniforme e bassa oscillazione di coppia o forza. Inoltre non deve avere posizioni preferenziali e deve poter sopportare picchi impulsivi di potenza.

## Applicazioni
I servomotori trovano applicazione nei controlli di posizione, nelle macchine a controllo numerico, nei sistemi automatici di regolazione e nelle periferiche di sistema, come stampanti e plotter.